# الخفاشة روج
الخفاشة روج (بالإنجليزية: Rouge the Bat ؛ باليابانية: ルージュ・ザ・バット، رووجو زا باتوه) هي شخصية خيالية من سلسلة ألعاب فيديو القنفذ سونيك من إنتاج سيگا. ظهرت لأول مرة في لعبة مغامرة سونيك 2 (Sonic Adventure 2) وأول المسلسلات التلفزونية التي ظهرت فيها هي مسلسل سونيك (Sonic X).